# Węzeł potrójny Rodrigues

Płyty tektoniczne

Węzeł potrójny Rodrigues (ang. Rodrigues Triple Point, Rodrigues Triple Junction) – węzeł potrójny na południowym Oceanie Indyjskim. W tym miejscu stykają się płyty tektoniczne: afrykańska, indoaustralijska (ściślej australijska) i antarktyczna. Oddzielają je grzbiety śródoceaniczne: Środkowoindyjski, Afrykańsko-Antarktyczny i Australijsko-Antarktyczny. We wszystkich trzech grzbietach występuje spreading, a więc wszystkie trzy płyty powiększają się i ich środki oddalają się od siebie.
Nazwa pochodzi od znajdującej się nieopodal wyspy Rodrigues.

## Literatura
- "Propagation of the Southwest Indian Ridge at the Rodrigues Triple Junction", Journal Marine Geophysical Researches, Dec. 1997